# Pocketrock
Pocketrock är ett studioalbum av det tyska punkrockbandet Donots, utgivet 2001.

## Låtlista
1. "I Quit"
2. "Whatever Happened to the 80s"
3. "Superhero"
4. "Today"
5. "Don't You Know"
6. "Room with a View"
7. "Watch You Fall"
8. "In Too Deep"
9. "Radio Days"
10. "Hot Rod"
11. "Jaded"
12. "At 23"
13. "Backstabbing" (bonuslåt)
14. "Hey Kids" (bonuslåt)

### Fotnoter
1. ↑  ”Pocketrock”. Discogs.com. http://www.discogs.com/Donots-Pocketrock/master/277776. Läst 3 maj 2012.